# Норт Декејтур (Џорџија)
Норт Декејтур (енгл. North Decatur) насељено је место без административног статуса у америчкој савезној држави Џорџија.

## Демографија
По попису из 2010. године број становника је 16.698, што је 1.428 (9,4%) становника више него 2000. године.
| Група             | 2000.          | 2010.          |
| Белци             | 12.499 (81,9%) | 11.735 (70,3%) |
| Афроамериканци    | 1.227 (8,0%)   | 2.036 (12,2%)  |
| Азијати           | 875 (5,7%)     | 1.852 (11,1%)  |
| Хиспаноамериканци | 429 (2,8%)     | 663 (4,0%)     |
| Укупно            | 15.270         | 16.698         |